# Wigg Siegl
Wigg Siegl (* 1911; † 1994; eigentlich Ludwig Siegl) war ein deutscher Zeichner, Karikaturist und Illustrator.
Siegl lebte und arbeitete in München. Er charakterisierte sich selbst als „Gelernter Bleistiftanspitzer und Zeichenpapierendverbraucher, Krawattenmuffel, gewordener Nichtraucher und leidenschaftlicher Patanquespieler.“
Von 1955 bis 1967 war er ständiger Mitarbeiter des Simplicissimus; ab 1969 zeichnete er für ACE Lenkrad, Stern, Quick, Spiegel, Süddeutsche Zeitung und Welt am Sonntag. Werbegraphik und Buchillustrationen waren weitere Tätigkeitsfelder des detailfreudigen Zeichners, der 1969 den Dr.-Josef-Drexel-Preis für künstlerische Pressezeichnungen erhielt.
Wigg Siegl hat in München, Berlin, Recklinghausen und Bordighera ausgestellt und hatte 1969 eine Einzelausstellung im Wilhelm-Busch-Museum in Hannover.

## Veröffentlichungen
- Florian Flax und Wigg Siegl: Wie man Mitarbeiter gewinnt. Unentbehrlicher Ratgeber für Chefs, die es bleiben wollen, München o. J.
- Wilhelm Hauff und Wigg Siegl: Der kleine Muck, München (Wilhelm Geppert) o. J.
- Wolfdietrich Schnurre und Wigg Siegl: Die Blumen des Herrn Albin – aus dem Tagebuch eines Sanftmütigen, Frankfurt a. M. 1955
- Mixed Pickles. Heyne Karikaturenband 112, München 1961
- Klaus Pause, Wigg Siegl u. a.: Unbeschwert – schwerelos. Heiteres aus der Weltraumfahrt, München
- Alexander Spoerl, Paul Lang und Wigg Siegl: Vergrößern eine Kleinigkeit, Piper & Co. 1964